# Mechanitis elevata
Mechanitis elevata är en fjärilsart som beskrevs av Riley 1919. Mechanitis elevata ingår i släktet Mechanitis och familjen praktfjärilar. Inga underarter finns listade i Catalogue of Life.